# Diocesi di Chimoio
La diocesi di Chimoio (in latino Dioecesis Cimoiana) è una sede della Chiesa cattolica in Mozambico suffraganea dell'arcidiocesi di Beira. Nel 2021 contava 91.940 battezzati su 2.277.140 abitanti. La sede è vacante.

## Territorio
La diocesi comprende la provincia di Manica, in Mozambico.
Sede vescovile è la città di Chimoio, dove si trova la cattedrale dell'Immacolata Concezione.
Il territorio è suddiviso in 19 parrocchie.

## Storia
La diocesi è stata eretta il 19 novembre 1990 con la bolla Quod vehementer di papa Giovanni Paolo II, ricavandone il territorio dall'arcidiocesi di Beira.

## Cronotassi dei vescovi
Si omettono i periodi di sede vacante non superiori ai 2 anni o non storicamente accertati.
- Francisco João Silota, M.Afr. (19 novembre 1990 - 2 gennaio 2017 ritirato)
- João Carlos Hatoa Nunes (2 gennaio 2017 - 15 novembre 2022 nominato arcivescovo coadiutore di Maputo)
  - Sede vacante (dal 2022)

## Statistiche
La diocesi nel 2021 su una popolazione di 2.277.140 persone contava 91.940 battezzati, corrispondenti al 4,0% del totale.
| anno | popolazione | popolazione | popolazione | presbiteri | presbiteri | presbiteri | presbiteri                | diaconi | religiosi | religiosi | parrocchie |
| anno | battezzati  | totale      | %           | numero     | secolari   | regolari   | battezzati per presbitero | diaconi | uomini    | donne     | parrocchie |
| ---- | ----------- | ----------- | ----------- | ---------- | ---------- | ---------- | ------------------------- | ------- | --------- | --------- | ---------- |
| 1990 | 51.000      | 700.000     | 7,3         | 8          |            | 8          | 6.375                     |         | 9         | 20        | 13         |
| 1999 | 64.668      | 1.000.000   | 6,5         | 15         | 4          | 11         | 4.311                     |         | 12        | 48        | 15         |
| 2000 | 67.283      | 1.000.000   | 6,7         | 13         | 3          | 10         | 5.175                     |         | 32        | 50        | 14         |
| 2001 | 69.339      | 1.000.500   | 6,9         | 18         | 3          | 15         | 3.852                     |         | 37        | 49        | 15         |
| 2002 | 71.213      | 1.001.000   | 7,1         | 24         | 6          | 18         | 2.967                     |         | 40        | 45        | 15         |
| 2003 | 72.648      | 1.002.500   | 7,2         | 20         | 4          | 16         | 3.632                     |         | 33        | 54        | 15         |
| 2004 | 74.829      | 1.006.000   | 7,4         | 22         | 4          | 18         | 3.401                     |         | 39        | 56        | 15         |
| 2006 | 78.249      | 1.115.000   | 7,0         | 23         | 3          | 20         | 3.402                     |         | 36        | 56        | 15         |
| 2013 | 90.462      | 1.301.000   | 7,0         | 28         | 4          | 24         | 3.230                     | 1       | 30        | 58        | 15         |
| 2016 | 95.522      | 1.964.536   | 4,9         | 27         | 6          | 21         | 3.537                     | 1       | 27        | 54        | 16         |
| 2019 | 89.000      | 2.109.000   | 4,2         | 38         | 10         | 28         | 2.342                     |         | 43        | 8         | 18         |
| 2021 | 91.940      | 2.277.140   | 4,0         | 42         | 16         | 26         | 2.189                     |         | 33        | 48        | 19         |